# Дивний атрактор Лоренца

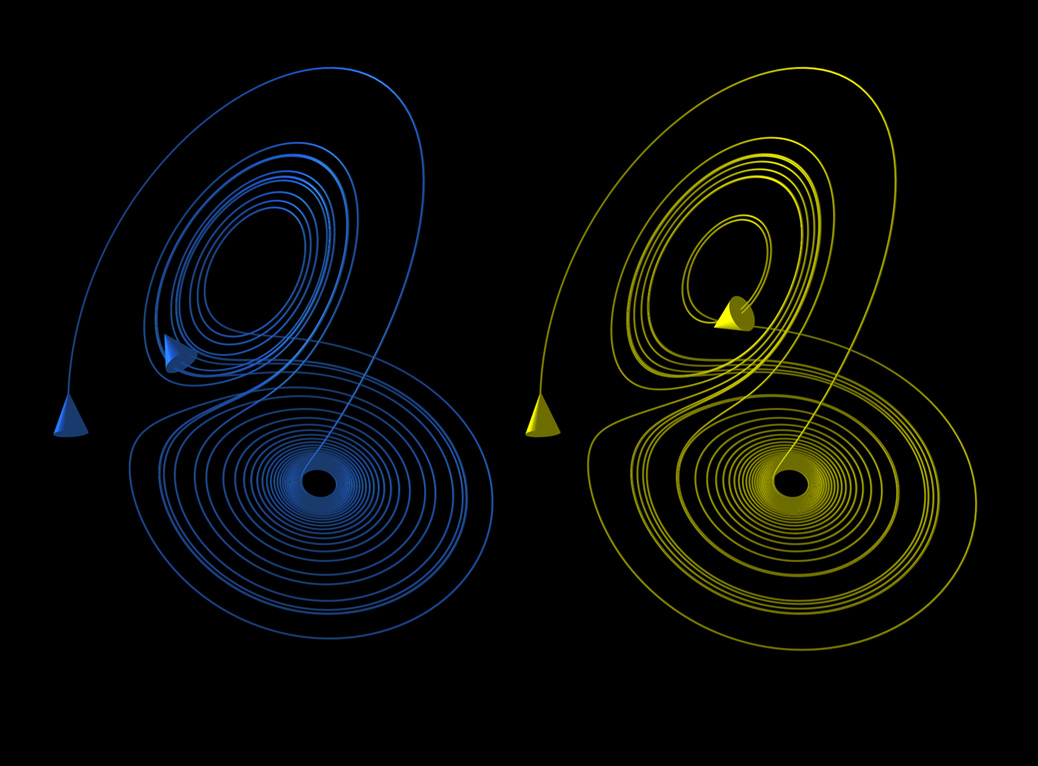
Дві криві показують траєкторії еволюції дивного атрактора Лоренца при дуже близьких початкових умовах. Кінцеві точки значно відрізняються.

Дивний атрактор Лоренца при.

Ди́вний атра́ктор Ло́ренца — атрактор, що демонструє хаотичну поведінку і є розв'язком системи трьох нелінійних диференціальних рівнянь, вперше записаних в 1963 році Едвардом Лоренцом при розгляді конвекційного руху в однорідному шарі рідини, що підігрівається знизу. Рівняння Лоренца також описують конвекцію в кільцевій трубці та поведінку одномодового лазера. Належить до класу так званих дивних атракторів. Варто зазначити, терміни хаос та дивний атрактор не вживалися в оригінальній роботі Лоренца (вони з'явилися в науковій літературі дещо пізніше), натомість йшлося про аперіодичні рухи.

## Рівняння
Початковою системою, яка в кінцевому результаті призводить до атрактора Лоренца, є однорідний шар рідини висотою H та з фіксованою різницею температур, ΔT між верхнім та нижнім рівнями. Якщо припустити, що всі рухи рідини паралельні площині XZ, та не відбувається змін в напрямку осі Y, то, записавши рівняння Нав'є — Стокса, рівняння неперервності рідини, рівняння теплопровідності та скориставшись наближенням Бусінеска, можна отримати рівняння руху рідини у такій формі:
{\displaystyle {\frac {\partial }{\partial t}}\nabla ^{2}\psi ={\frac {\partial \psi }{\partial z}}{\frac {\partial \nabla ^{2}\psi }{\partial x}}-{\frac {\partial \psi }{\partial x}}{\frac {\partial \nabla ^{2}\psi }{\partial z}}+\nu \nabla ^{2}(\nabla ^{2}\psi )+g\alpha {\frac {\partial T}{\partial x}},}

{\displaystyle {\frac {\partial T}{\partial t}}={\frac {\partial T}{\partial z}}{\frac {\partial \psi }{\partial x}}-{\frac {\partial T}{\partial x}}{\frac {\partial \psi }{\partial z}}+\kappa \nabla ^{2}T+{\frac {\Delta T}{H}}{\frac {\partial \psi }{\partial x}}~,}

де {\displaystyle \psi } — функція потоку рідини ({\displaystyle v_{x}=-\partial _{z}\psi }, {\displaystyle v_{z}=\partial _{x}\psi }, {\displaystyle {\vec {v}}=(v_{x},v_{z})} — поле швидкостей), {\displaystyle T} — відхилення температури рідини від її критичного значення, за якого зникає конвекція. Параметри {\displaystyle g,\alpha ,\nu ,\kappa } позначають, відповідно, прискорення вільного падіння, коефіцієнт теплового розширення, кінематичну в'язкість рідини та її теплопровідність. Як було встановлено Релеєм, у такій системі можуть утворюватися конвекційні вали (ізотропні в напрямку осі OY), у яких відбувається коловорот рідини: тепліша рідина піднімається нагору, а холодніша опускається донизу. Конвекційні вали ділять площину XZ на приблизно однакові комірки.
Згідно з ідеями Релея та Зальцмана, можна розкласти поля {\displaystyle \psi (x,z,t)} та {\displaystyle T(x,z,t)} в ряд Фур'є по {\displaystyle x} та {\displaystyle z} і обмежитись лише першими членами розкладу:

{\displaystyle {\frac {a}{\kappa (1+a^{2})}}\psi (x,z,t)={\sqrt {2}}X\sin \left({\frac {\pi ax}{H}}\right)\sin \left({\frac {\pi z}{H}}\right),}

{\displaystyle {\frac {\pi R_{a}}{\Delta TR_{c}}}T(x,z,t)={\sqrt {2}}Y\cos \left({\frac {\pi ax}{H}}\right)\sin \left({\frac {\pi z}{H}}\right)-Z\sin \left({\frac {2\pi z}{H}}\right),}

де {\displaystyle R_{a}=g\alpha H^{3}\Delta T/(\nu \kappa )} — число Релея, {\displaystyle R_{c}=\pi ^{4}(1+a^{2})^{3}/a^{2}}, параметр {\displaystyle a} задає співвідношення вертикального та горизонтального розмірів комірок, що утворюються в результаті конквекції, а змінні {\displaystyle X,Y,Z} залежать лише від часу. Після переходу до безрозмірного часу шляхом заміни {\displaystyle t\to t\cdot \pi ^{2}(1+a^{2})\kappa /H^{2}} отримується система трьох звичайних диференціальних рівнянь, що носить назву рівнянь Лоренца:
{\displaystyle {\dot {X}}=-\sigma X+\sigma Y,}
{\displaystyle {\dot {Y}}=-XZ+\lambda X-Y,}
{\displaystyle {\dot {Z}}=XY-bZ,}
де точка означає диференціювання за часом, {\displaystyle \sigma =\nu /\kappa } — число Прандтля, {\displaystyle \lambda =R_{a}/R_{c}} та {\displaystyle b=4/(1+a^{2})}. Динамічні змінні {\displaystyle X(t)}, {\displaystyle Y(t)} та {\displaystyle Z(t)} описують відповідно інтенсивність конвективного руху, різницю температур висхідного та низхідного потоків рідини та відхилення вертикального розподілу температури від лінійного режиму.

## Стаціонарні точки
Аналіз властивостей стаціонарних точок системи зручно робити, змінюючи параметр {\displaystyle \lambda }:
- {\displaystyle 0<\lambda <1}: стаціонарна точка {\displaystyle (0,0,0)} відповідає стану відсутності конвекції, при {\displaystyle 0<\lambda <1} вона є стійкою (стійкий вузол), при {\displaystyle \lambda >1} стає нестійкою (сідло-вузлом);
- {\displaystyle 1<\lambda <\lambda _{1}}: в момент втрати стійкості точки {\displaystyle (0,0,0)} з'являються дві інші стійкі стаціонарні точки — фокуси: {\displaystyle ({\sqrt {b(\lambda -1)}},{\sqrt {b(\lambda -1)}},\lambda -1)} та {\displaystyle (-{\sqrt {b(\lambda -1)}},-{\sqrt {b(\lambda -1)}},\lambda -1)}, які відповідають режиму сталої конвекції. Фазові криві прямують до цих стаціонарних точок по спіралях. Чим більшим є параметр {\displaystyle \lambda }, тим більший розмах мають ці спіралі при підході до стаціонарних точок;
- {\displaystyle \lambda _{1}<\lambda <\lambda _{2}}: це критичне значення {\displaystyle \lambda _{1}} можна встановити лише чисельно, зокрема для {\displaystyle \sigma =10,b=8/3} воно дорівнює {\displaystyle \lambda _{1}\simeq 13,926}. При {\displaystyle \lambda =\lambda _{1}} траєкторія, почавши рух з початку координат {\displaystyle (0,0,0)} знову приходить в нього. Таким чином, відбувається нелокальна біфуркація. При {\displaystyle \lambda >\lambda _{1}} навколо стаціонарних точок з'являються два нестійких граничних цикли. Утворюється інваріантна множина точок, що відповідає хаотичному «блуканню» траєкторій, що постійно відштовхуються від граничних циклів. Проте ця множина не є притягуючою, тому говорять про дивний репелер;
- {\displaystyle \lambda _{2}<\lambda <{\frac {\sigma (\sigma +b+3)}{\sigma -b-1}}}: значення {\displaystyle \lambda _{2}} (при {\displaystyle \sigma =10,b=8/3} воно дорівнює {\displaystyle \lambda _{2}\simeq 24,06}) сигналізує про перетворення дивного репелера в дивний атрактор (іноді говорять про т. зв. нестандартний атрактор Лоренца), який співіснує з двома іншими атракторами — стійкими фокусами;
- {\displaystyle \lambda >{\frac {\sigma (\sigma +b+3)}{\sigma -b-1}}}: при досягненні цього критичного значення нестійкі граничні цикли стягуються в стаціонарні точки, і стаціонарні точки втрачають свою стійкість; утворюється т. зв. стандартний атрактор Лоренца, що стає єдиним атрактором системи.

## Траєкторії
Фазові траєкторії, що починаються в будь-якій точці, спочатку, здавалося б, притягаються до однієї зі стаціонарних точок, але не можуть підійти надто близько, оскільки стаціонарна точка нестійка. У якийсь момент фазова траєкторія перестрибує в окіл іншої стаціонарної точки, але там теж не може затриматися, й знову перестрибує до першої стаціонарної точки. Як наслідок, система безупинно аперіодично перестрибує від однієї точки до іншої.
Фазові траєкторії чутливі до щонайменшої зміни початкових умов. Дві нескінченно близькі початкові точки в фазовому просторі з часом розходяться.

| Ефект метелика | Ефект метелика    | Ефект метелика    |
| --- | ----------------- | ----------------- |
| Момент часу t = 1 | Момент часу t = 2 | Момент часу t = 3 |
| |                   |                   |
| Рисунки зображають поведінку двох траєкторій рівнянь Лоренцца (при параметрах {\displaystyle \lambda =28,\sigma =10,b=8/3}), які в початковий момент були відокремлені одна від одної по змінній {\displaystyle X} на величину 10−5. В початковий момент часу складається враження, що траєкторії збігаються, проте через деякий час стає очевидним, що синя та жовта траєкторії суттєво розбігаються. |                   |                   |
| Java анімація атрактора Лоренца. [Архівовано 11 березня 2008 у Portugese Web Archive] |                   |                   |

У 1983 році Грассбергер та Прокаччія оцінили розмірність Гаусдорфа дивного атрактора Лоренца й одержали величину 2.06 ± 0.01.
При дуже великих значеннях {\displaystyle \lambda }, {\displaystyle \lambda \gg \sigma (\sigma +b+3)/(\sigma -b-1)} динаміка системи Лоренца описується звичайними граничними циклами. Зокрема, при {\displaystyle \lambda =99,96,\sigma =10,b=8/3} утворюється граничний цикл, що має вигляд вузлового тора {\displaystyle T(3,2)}. При зменшенні {\displaystyle \lambda } перехід до хаотичного режиму відбувається чарез каскад біфуркацій подвоєння періоду.
Водночас фазові траєкторії не можуть втекти на нескінченність, оскільки при великих X, Y, Z виникають сили, що повертають фазові траєкторії в область малих значень змінних. Якщо домножити перше рівняння Лоренца на {\displaystyle X/\sigma }, друге — на {\displaystyle Y}, а третє — на {\displaystyle Z}, а потім додати всі три рівняння, то результат можна записати як:
{\displaystyle {\frac {1}{2}}{\frac {d}{dt}}\left({\frac {X^{2}}{\sigma }}+Y^{2}+Z^{2}\right)=-\left(X-{\frac {Y}{2}}\right)^{2}-{\frac {3}{4}}Y^{2}-b\left(Z-{\frac {\lambda }{2}}\right)^{2}+{\frac {b\lambda ^{2}}{4}}\equiv E(X,Y,Z).}
Поверхня, що задається нерівністю {\displaystyle E(X,Y,Z)\geq 0}, має вигляд еліпсоїда зі зміщеним центром мас. Нескладно здогадатися, що за будь-якого вибору початкових умов еволюція системи на атракторі не призведе до виходу за межі одного з таких еліпсоїдів.
Квазіперіодичних коливань в системі Лоренца не може бути за жодних умов.

## Програми, які моделюють поведінку системи рівнянь Лоренца

### Matlab
```
% Solve over time interval [0,100] with initial conditions [1,1,1]

% ''f'' is set of differential equations

% ''a'' is array containing x, y, and z variables

% ''t'' is time variable

sigma
 
=
 
10
;

beta
 
=
 
8
/
3
;

rho
 
=
 
28
;

f
 
=
 
@(
t
,
a
)
 
[
-
sigma
*
a
(
1
)
 
+
 
sigma
*
a
(
2
);
 
rho
*
a
(
1
)
 
-
 
a
(
2
)
 
-
 
a
(
1
)
*
a
(
3
);
 
-
beta
*
a
(
3
)
 
+
 
a
(
1
)
*
a
(
2
)];

[
t
,
a
]
 
=
 
ode45
(
f
,[
0
 
100
],[
1
 
1
 
1
]);
     
% Runge-Kutta 4th/5th order ODE solver

plot3
(
a
(:,
1
),
a
(:,
2
),
a
(:,
3
))

```

### Borland C
```
#include
 
<graphics.h>

#include
 
<conio.h>

void
 
main
()

{

    
double
 
x
 
=
 
3.051522
,
 
y
 
=
 
1.582542
,
 
z
 
=
 
15.62388
,
 
x1
,
 
y1
,
 
z1
;

    
double
 
dt
 
=
 
0.0001
;

    
int
 
a
 
=
 
5
,
 
b
 
=
 
15
,
 
c
 
=
 
1
;

    
int
 
gd
=
DETECT
,
 
gm
;

    
initgraph
(
&
gd
,
 
&
gm
,
 
"C:
\\
BORLANDC
\\
BGI"
);

    
do
 
{

	
x1
 
=
 
x
 
+
 
a
*
(
-
x
+
y
)
*
dt
;

	
y1
 
=
 
y
 
+
 
(
b
*
x
-
y
-
z
*
x
)
*
dt
;

	
z1
 
=
 
z
 
+
 
(
-
c
*
z
+
x
*
y
)
*
dt
;

	
x
 
=
 
x1
;
	
y
 
=
 
y1
;
	
z
 
=
 
z1
;

	
putpixel
((
int
)(
19.3
*
(
y
 
-
 
x
*
0.292893
)
 
+
 
320
),

		 
(
int
)(
-11
*
(
z
 
+
 
x
*
0.292893
)
 
+
 
392
),
 
9
);

    
}
 
while
 
(
!
kbhit
());

    
closegraph
();

}

```

### Borland Pascal
```
Program
 
Lorenz
;

Uses
 
CRT
,
 
Graph
;

Const

  
x
:
 
Real
 
=
 
3.051522
;

  
y
:
 
Real
 
=
 
1.582542
;

  
z
:
 
Real
 
=
 
1
5.62388
;

  
dt
 
=
 
0.0001
;

  
a
 
=
 
5
;

  
b
 
=
 
15
;

  
c
 
=
 
1
;

Var

  
gd
,
 
gm
:
 
Integer
;

  
x1
,
 
y1
,
 
z1
:
 
Real
;

Begin

  
gd
:=
Detect
;

  
InitGraph
(
gd
,
 
gm
,
 
'c:\bp\bgi'
)
;

  
While
 
not
 
KeyPressed
 
Do
 
Begin

      
x1
 
:=
 
x
 
+
 
a
*
(
-
x
+
y
)
*
dt
;

      
y1
 
:=
 
y
 
+
 
(
b
*
x
-
y
-
z
*
x
)
*
dt
;

      
z1
 
:=
 
z
 
+
 
(
-
c
*
z
+
x
*
y
)
*
dt
;

      
x
 
:=
 
x1
;

      
y
 
:=
 
y1
;

      
z
 
:=
 
z1
;

      
PutPixel
(
Round
(
1
9.3
*
(
y
 
-
 
x
*
0.292893
)
 
+
 
320
)
,

               
Round
(
-
11
*
(
z
 
+
 
x
*
0.292893
)
 
+
 
392
)
,
 
9
)
;

    
End
;

    
CloseGraph
;

    
ReadKey
;

End
.

```

### Python
```
import
 
numpy
 
as
 
np

import
 
matplotlib.pyplot
 
as
 
plt

from
 
scipy.integrate
 
import
 
odeint

from
 
mpl_toolkits.mplot3d
 
import
 
Axes3D

rho
 
=
 
28.0

sigma
 
=
 
10.0

beta
 
=
 
8.0
 
/
 
3.0

def
 
f
(
state
,
 
t
):

    
x
,
 
y
,
 
z
 
=
 
state
  
# Unpack the state vector

    
return
 
sigma
 
*
 
(
y
 
-
 
x
),
 
x
 
*
 
(
rho
 
-
 
z
)
 
-
 
y
,
 
x
 
*
 
y
 
-
 
beta
 
*
 
z
  
# Derivatives

state0
 
=
 
[
1.0
,
 
1.0
,
 
1.0
]

t
 
=
 
np
.
arange
(
0.0
,
 
40.0
,
 
0.01
)

states
 
=
 
odeint
(
f
,
 
state0
,
 
t
)

fig
 
=
 
plt
.
figure
()

ax
 
=
 
fig
.
gca
(
projection
=
'3d'
)

ax
.
plot
(
states
[:,
 
0
],
 
states
[:,
 
1
],
 
states
[:,
 
2
])

plt
.
show
()

```

### Fortran
```
program 
LorenzSystem

real
,
parameter
::
sigma
=
10

real
,
parameter
::
r
=
28

real
,
parameter
::
b
=
2.666666

real
,
parameter
::
dt
=
.
01

integer
,
parameter
::
n
=
1000

real 
x
,
y
,
z

open
(
1
,
file
=
'result.txt'
,
form
=
'formatted'
,
status
=
'replace'
,
action
=
'write'
)

x
=
1
0.
;
y
=
1
0.
;
z
=
1
0.

do 
i
=
1
,
n
,
1

    
x1
=
x
+
sigma
*
(
y
-
x
)
*
dt

    
y1
=
y
+
(
r
*
x
-
x
*
z
-
y
)
*
dt

    
z1
=
z
+
(
x
*
y
-
b
*
z
)
*
dt

    
x
=
x1

    
y
=
y1

    
z
=
z1

    
write
(
1
,
*
)
x
,
y
,
z

enddo

print
 
*
,
'Done'

close
(
1
)

end program 
LorenzSystem

```

### Mathematica
```
data
 
=
 
Table
[

   
With
[{
N
 
=
 
1000
,
 
dt
 
=
 
0.01
,
 
a
 
=
 
5
,
 
b
 
=
 
1
 
+
 
j
,
 
c
 
=
 
1
},

    
NestList
[
Module
[{
x
,
 
y
,
 
z
,
 
x1
,
 
y1
,
 
z1
},

       
{
x
,
 
y
,
 
z
}
 
=
 
#
;

       
x1
 
=
 
x
 
+
 
a
 
(
-
x
 
+
 
y
)
 
dt
;

       
y1
 
=
 
y
 
+
 
(
b
 
x
 
-
 
y
 
-
 
z
 
x
)
 
dt
;

       
z1
 
=
 
z
 
+
 
(
-
c
 
z
 
+
 
x
 
y
)
 
dt
;

       
{
x1
,
 
y1
,
 
z1
}]
 
&
,

     
{
3.051522
,
 
1.582542
,
 
15.62388
},
 
N

     
]

    
],

   
{
j
,
 
0
,
 
5
}];

Graphics3D
@
MapIndexed
[{
Hue
[
0.1
 
First
[
#
2
]],
 
Point
[
#
1
]}
 
&
,
 
data
]

```

### QBASIC / FreeBASIC («fbc -lang qb»)
```
DIM
 
x,
 
y
,
 
z
,
 
dt
,
 
x1
,
 
y1
,
 
z1
 
AS
 
SINGLE

DIM
 
a,
 
b
,
 
c
 
AS
 
INTEGER

x
 
=
 
3.051522
:
 
y
 
=
 
1.582542
:
 
z
 
=
 
15.62388
:
 
dt
 
=
 
0.0001

a
 
=
 
5
:
 
b
 
=
 
15
:
 
c
 
=
 
1

SCREEN
 
12

PRINT
 
"Press Esc to quit"

WHILE
 
INKEY$
 
<>
 
CHR$
(
27
)

    
x1
 
=
 
x
 
+
 
a
 
*
 
(
-
x
 
+
 
y
)
 
*
 
dt

    
y1
 
=
 
y
 
+
 
(
b
 
*
 
x
 
-
 
y
 
-
 
z
 
*
 
x
)
 
*
 
dt

    
z1
 
=
 
z
 
+
 
(
-
c
 
*
 
z
 
+
 
x
 
*
 
y
)
 
*
 
dt

    
x
 
=
 
x1

    
y
 
=
 
y1

    
z
 
=
 
z1

    
PSET
 
((
19.3
 
*
 
(
y
 
-
 
x
 
*
 
.292893
)
 
+
 
300
),
 
(
-11
 
*
 
(
z
 
+
 
x
 
*
 
.292893
)
 
+
 
360
)),
 
9

WEND

END

```